# مصونة
المُصَوَّنة (بالإنجليزية: Flintlock) هو مصطلح عام لأي سلاح ناري يستخدم آلية اشتعال الصوان . قد يتم تطبيق هذا المصطلح أيضا إلى شكل معين للآلية نفسها، والمعروف أيضا باسم فلينتلوك صحيحا ، التي تم تقديمها في 17 أوائل القرن ، واستبدالها بسرعة التقنيات السابقة سلاح ناري اشتعال، مثل فتيل ، وwheellock ، وفي وقت سابق آليات المُصَوَّنة.

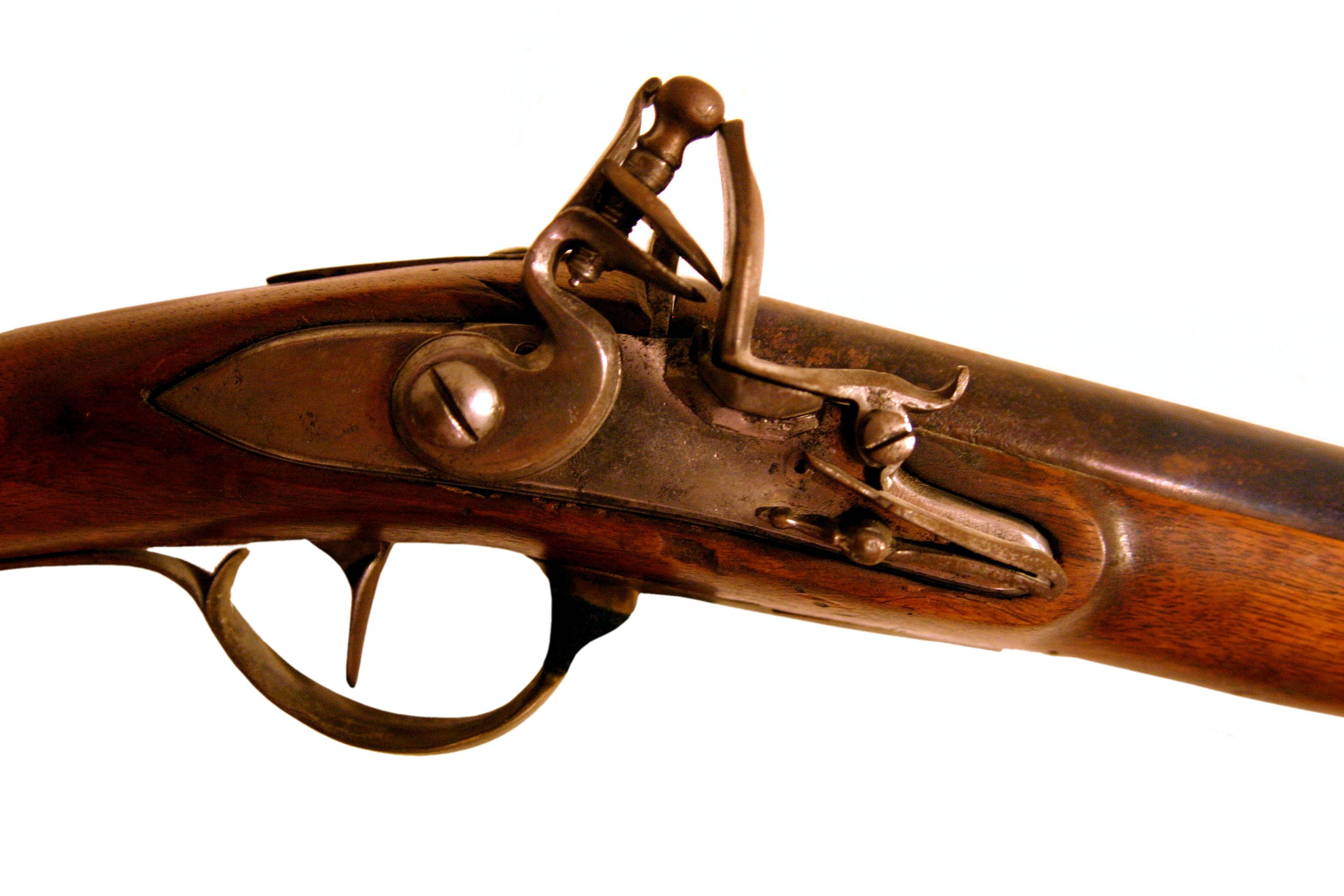
المُصَوَّنة من بندقية صيد من القرن الثامن عشر ، مع صوان مفقود

استمر استخدام flintlock الحقيقي لأكثر من قرنين من الزمان ، واستُبدل بغطاء الإيقاع ، ولاحقًا ، بالأنظمة القائمة على الخرطوشة في أوائل القرن التاسع عشر وحتى منتصفه. على الرغم من أن الأسلحة النارية الحديثة قد حلت محلها لفترة طويلة ، إلا أن أسلحة المُصَوَّنة تتمتع بشعبية مستمرة بين عشاق إطلاق النار على المسحوق الأسود .

## التاريخ
محكمة فرنسية صانع السلاح مارين لي بورجويس بذلت سلاح ناري دمج آلية المُصَوَّنة للملك لويس الثالث عشر بعد فترة وجيزة من اعتلائه العرش في 1610.  ومع ذلك، قد الأسلحة النارية باستخدام نوع من آلية الصوان الاشتعال كانت قيد الاستخدام لأكثر من نصف قرن . إن تطوير آليات تأمين الأسلحة النارية وشرع من فتيل ل wheellock إلى flintlocks السابقة ( snaplock ، snaphance ،miquelet ، و doglock) في القرنين الماضيين ، وكان كل نوع عبارة عن تحسين ، حيث ساهم في ميزات التصميم في الأسلحة النارية اللاحقة والتي كانت مفيدة. لو Bourgeoys تركيب هذه الميزات المختلفة معا لخلق ما أصبح يعرف في المُصَوَّنة أو صحيح المُصَوَّنة.
سرعان ما أصبح نظام المُصَوَّنة الجديد شائعًا ، وكان معروفًا ومستخدمًا بأشكال مختلفة في جميع أنحاء أوروبا بحلول عام 1630 ، على الرغم من استمرار استخدام أنظمة المُصَوَّنة القديمة لبعض الوقت. يمكن رؤية أمثلة على بنادق المُصَوَّنة المبكرة في لوحة "ماري دي ميديشي مثل بيلونا"لروبنز (رسمت حوالي 1622-25).
تم تطوير العديد من أقفال فلينتوك ذات التحميل المؤجل ابتداءً من حوالي عام 1650. ولعل أكثرها شعبية هو البرميل الذي تم فكه من بقية البندقية. من الواضح أن هذا أكثر عملية على المسدسات بسبب طول البرميل الأقصر. يُعرف هذا النوع باسم مسدس الملكة آن لأنه أصبح شائعًا في عهدها (على الرغم من أنه تم تقديمه بالفعل في عهد الملك ويليام الثالث ). نوع آخر لديه قابس برغي قابل للإزالة مثبت في جانب أو أعلى أو أسفل البرميل. تم تصنيع عدد كبير من البنادق الرياضية باستخدام هذا النظام ، حيث سمح بتحميل أسهل مقارنةً بتحميل الكمامة برصاصة ضيقة ورقعة.
كان أحد أكثر الأنظمة نجاحًا هو النظام الذي بناه Isaac de la Chaumette بدءًا من عام 1704. ويمكن فتح البرميل بثلاث دورات من الزناد ، الذي تم توصيله به. بقي القابس متصلًا بالبرميل وتم تحميل الكرة والمسحوق من الأعلى. تم تحسين هذا النظام في سبعينيات القرن الثامن عشر بواسطة العقيد باتريك فيرجسون و 100 بندقية تجريبية استخدمت في الحرب الثورية الأمريكية . كان اللودر المؤجلان الوحيدان اللذان تم إنتاجهما بكميات كبيرة هما Hall و Crespi. اخترع جون هول الأول وحصل على براءة اختراع ج. 1817.  تم إصداره للجيش الأمريكي على أنه نموذج 1819 Hall Breech Loading Rifle . 
تم تحميل بنادق هول والبنادق القصيرة باستخدام خرطوشة ورق قابلة للاحتراق تم إدخالها في المؤخرة المائلة لأعلى. تسربت بنادق القاعة الغاز من العمل غير المناسب في كثير من الأحيان. أثرت نفس المشكلة على البنادق التي أنتجها جوزيبي كريسبي واعتمدها الجيش النمساوي عام 1771. ومع ذلك ، جرب البريطانيون نظام كريسبي خلال الحروب النابليونية ، وشهدت مدافع قاعات الإيقاع الخدمة في الحرب الأهلية الأمريكية .
كانت أسلحة Flintlock شائعة الاستخدام حتى منتصف القرن التاسع عشر ، عندما تم استبدالها بأنظمة قفل الإيقاع .على الرغم من اعتبارها قديمة ، إلا أن أسلحة المُصَوَّنة لا تزال تنتج اليوم من قبل الشركات المصنعة مثل Pedersoli و Euroarms و Armi Sport. لا يتم استخدام هذه الأسلحة بواسطة أجهزة إعادة التشريع الحديثة فحسب ، بل تُسْتَخْدَم أيضًا للصيد ، حيث خصصت العديد من الولايات الأمريكية مواسم صيد لأسلحة البارود الأسود ، والتي تشمل أسلحة المُصَوَّنة وقفل الإيقاع.